# Кейд Каннінгем
Кейд Паркер Каннінгем (англ. Cade Parker Cunningham; нар. 25 вересня 2001) — американський професійний баскетболіст, грає на позиції розігруючого захисника за команду Національної баскетбольної асоціації Детройт Пістонс.
Кейд навчався в середній школі Боуї у своєму рідному місті Арлінгтон, штат Техас. Потім перейшов до Академії Монтверде у Флориді, де отримав п'ятизіркову оцінку серед найкращих гравців у класі 2020 року, за версією основних рекрутингових служб. Будучи випускником, він очолював одну з найкращих команд середньої школи в історії та отримав визнання національного гравця року. 